# Gyo
Gyo (ギョ, , lit. 'peix'), també titulat Gyo Ugomeku Bukimi (ギョ うごめく不気味, , lit. 'Peix: retorçat horrible') al Japó, és un manga seinen de terror escrit i il·lustrat per Junji Ito, publicat a Big Comic Spirits del 2001 al 2002. Shogakukan va recopilar els capítols en dos volums enquadernats del febrer al maig del 2002. La història gira al voltant d'una parella, Tadashi i Kaori, que lluiten per sobreviure contra una misteriosa horda de peixos morts vivents amb potes metàl·liques alimentats per una olor coneguda com a "pudor de mort". L'obra també conté un parell d'històries addicionals, titulades La tragèdia del pilar principal i El misteri de la falla d'Amigara. El 15 de febrer de 2012 se'n va emetre una adaptació en format anime per part d'Ufotable.
El 19 de juny de 2024 va sortir l'edició en català per part d'ECC.

## Publicació
Gyo va ser escrit i il·lustrat pel mangaka Junji Ito. En les seves pròpies paraules, la inspiració va venir de la pel·lícula de Steven Spielberg, Tauró: "[Steven Spielberg] va capturar magistralment l'essència de la por en la forma d'un tauró que menja humans. Jo vaig pensar que seria fins i tot millor capturar aquesta essència en un tauró que menja humans i que es mou igual de bé per terra com per mar". El manga, publicat per Shogakukan, es va publicar a la revista setmanal de manga Big Comic Spirits del 2001 al 2002. Shogakukan va recollir posteriorment els capítols en dos volums recopilatoris que van ser publicats de febrer de 2002 a maig de 2002. Als Estats Units, l'editorial VIZ Media va publicar els volums recopilatoris de la sèrie de setembre de 2003 a març de 2004. El 2015 es va anunciar la sortida d'una edició omnibus de la mateixa editorial. El 19 de juny de 2024 va sortir l'edició en català per part d'ECC.
| Núm. | Data de publicació en català | ISBN català       |
| --- | ---------------------------- | ----------------- |
| 1 | 19 de juny de 2024           | 978-84-10134-45-4 |
| Kaori i Tadashi, una jove parella d’enamorats que estan de vacances a Okinawa, pateixen una sèrie de misteriosos encontres amb uns éssers marins terrorífics que fan una forta pudor de mort i que per poc no tornen boja la Kaori. Desesperats, tornen a Tòquio, on s’adonaran que la pudor de què fugien els ha seguit fins a la gran ciutat. Amb un gust genial pel detall, una tensió narrativa magnífica que combina l’espant amb moments surrealistes i fins i tot amb alguns tocs de comicitat, descobrirem que la presència d’aquests éssers fètids no és gens casual. Quins misteris del passat de Tadashi tenen connexió amb aquestes criatures? El destí fastigós i grotesc que espera els personatges de Gyo deixarà tots els lectors espantats i bocabadats. |                              |                   |

## OVA
L'estudi Ufotable va produir-ne una adaptació en format OVA. Va ser dirigida per Takayuki Hirao mentre que el disseny de personatges va estar a càrrec de Takuro Takahashi. L'OVA havia de durar originalment només 30 minuts, però a mesura que s'anava produint, la durada es va allargar fins als 75. Originalment s'havia de publicar el 14 de desembre de 2011, però es va ajornar fins al 15 de febrer de 2012. En comparació amb el manga, hi ha alguns canvis com el protagonista, que a l'OVA és Kaori en comptes de Tadashi.
La pel·lícula va ser projectada a Londres al Prince Charles Cinema del 12 al 15 d'abril de 2012 com a part del Terracotta Far East Film Festival. Posteriorment va sortir a la venda l'OVA en DVD el 3 de setembre de 2012.

## Crítica
A França, va ser nominada al 37è Festival del Còmic d'Angulema. Katherine Dacey de Mangacritic va col·locar el manga al #1 del seu Favorite Spooky Manga list.
Pel primer volum, Carl Kimlinger d'Anime News Network va elogiar-ne el dibuix i l'estranya relació entre Tadashi i Kaori. Josephine Forune de Mania va puntuar el manga amb una A, exaltant l'art, especialment el detall dels escenaris. Fortune també va celebrar el ritme de la història tot i que va assenyalar que l'argument es contradiu.